# Martin Lucas
Martin Lucas SVD (* 16. Oktober 1894 in Haarlem (Bistum Haarlem); † 3. März 1969 in Kerkrade, Limburg, Niederlande) war katholischer Priester, Steyler Missionar und päpstlicher Diplomat.

## Herkunft und Werdegang
Martin Lucas trat am 16. Oktober 1913 in die Schule des Missionshauses St. Willibrordus der Steyler Missionare in Uden ein. 1920 legte er in der Gesellschaft des Göttlichen Wortes seine ersten und 1923 seine ewigen Gelübde ab. Am 26. Oktober 1924 wurde Lucas zum Priester geweiht. Von 1925 bis 1927 war er Lehrer in der Missionsschule Soesterberg. 1927 wurde er Rektor der Steyler Kommunität in Uden; 1928 Novizenmeister in Helvoirt und 1941 Rektor des Zentralhauses der Steyler Missionare  in Teteringen bei Breda. Im Zweiten Weltkrieg wurde ihm von 1942 bis 1945 das Amt des Provinzialoberen der niederländischen Provinz der Societas Verbi Divini anvertraut. Für die noch übrig gebliebene deutsche Kommunität im Missionshaus St. Michael wurde Lucas 1944 zum Rektor ernannt. In der schwierigen Situation der von der deutschen Armee besetzten Niederlande bewies P. Lucas diplomatisches Geschick, das auch in Rom nicht unbeachtet blieb.

## Dienste in der päpstlichen Diplomatie
Papst Pius XII. ernannte den Steyler Missionar, der kein römisches Studium und keine Päpstliche Diplomatenakademie absolviert hatte, am 14. September 1945 zum Apostolischen Delegaten in Südafrika. Am 29. Oktober 1945 wurde Martin Lucas vom Präfekten der Propaganda Fide Pietro Kardinal Fumasoni Biondi zum Titularerzbischof von Adulis geweiht.
1952 regte Erzbischof Lucas die südafrikanische Bischofskonferenz zur Gründung eines missiologisch-pastoralen Institutes an. Auch wenn die Anfänge von Rom wieder gestoppt wurden, so gilt Lucas doch als der ideelle Initiator des Lumko-Institutes, das der deutsche Pallottinerbischof von Queenstown, Johannes Baptist Rosenthal SAC in Lumko im Bistum Queenstown im östlichen Kapland in Südafrika gründete und das seit 1971 das Pastoralinstitut der südafrikanischen Bischofskonferenz ist. Nach sieben Jahren erfolgreicher Arbeit in Südafrika wurde Erzbischof Lucas am 4. Dezember 1952 zum Internuntius für Indien gemacht. Eine Tropenkrankheit nötigte Lucas 1956 zum Rücktritt von seiner Arbeit in Indien. Daraufhin wurde er 1956 ins Staatssekretariat in Rom berufen. Zudem wurde Lucas 1957 zum Konsultor der Propaganda Fide. Nachdem er von seiner Tropenkrankheit geheilt werden konnte, ging er wieder in den diplomatischen Dienst des Heiligen Stuhles.
Im Juni 1959 wurde er Apostolischer Visitator in Skandinavien und im März 1960 dann Apostolischer Delegat für die fünf skandinavischen Länder Dänemark, Schweden, Finnland, Norwegen und Island. Lucas wählt Kopenhagen als seinen Sitz aus. Im Sommer 1960 wurde Lucas zum Mitglied von drei Vorbereitungskommissionen des angekündigten Ökumenischen Konzils berufen. 1961 zwang ihn seine abnehmende Gesundheit, alle Ämter niederzulegen. Am 3. März 1969 starb Erzbischof Martin Lucas im Krankenhaus der Steyler Missionsschwestern in Kerkrade. Als Ordensmann und Diplomat war Martin Lucas immer den Menschen nahe und half seinen Mitbrüdern, ihre missionarische Berufung zu entdecken und zu entfalten. Lucas war bemüht, den Ortskirchen Südafrikas, Indiens und Skandinaviens in ihrem Erneuerungsprozess motivierend beizustehen.